# Donajowski’s Miniature Scores

Umschlagabbildung von Donajowski’s Miniature Scores No. 76, vor 1894

Donajowski’s Miniature Scores ist eine Reihe mit Taschenpartituren, die im späteren 19. Jahrhundert in London im Verlag E. Donajowski erschien. Der Verlag wurde 1894 von Eulenburg übernommen. In ihr erschienen Symphonien, Ouvertüren, Konzerte und kammermusikalische Werke.

## Übersicht (Auswahl)
- 1 Mozart – in C (Jupiter)
- 3 Schubert – in B minor (Unfinished)
- 4 Mozart – Symphony in G minor
- 10 Schubert – Symphony in C
- 18 Beethoven – Symphony No. 1 in C
- 19 Beethoven – Symphony No. 2 in D
- 22 Beethoven – Leonore No. 3 – Overture
- 25 Beethoven – Egmont – Overture
- 33 Richard Wagner:  The flying Dutchman : overture
- 44 Beethoven – Fifth Concerto for the Pianoforte (Op. 73)
- 45 Schumann – Concerto in A : for the pianoforte
- 46 Peter Ilich Tchaikovsky: Symphony pathétique
- 49 Mozart – Flauto Magico – Overture
- 64 Tschaikovsky – Fifth Symphony (Op. 64)
- 72 Beethoven – Leonore No. 1 – Overture (Op. 138)
- 72 Beethoven –  Name-Day
- 104 Arthur Sullivan – Macbeth Overture
- 113 Mozart Symphony No.35 in D Major